# 東河總督
東河總督，為清朝官制名稱，專門治理山东省、河南省河道政务的总督官职。
雍正二年（1724年）设副總河一人，治理河南河道，驻扎武陟县。雍正七年（1729年）改副总河为河南山东河道总督，驻扎济宁，管理山东省、河南省河道，包括黄河南下、汶水分流、运河蓄泄、分支河流湖港疏浚、堤防等事务，简称东河，兼任兵部尚书、右都御史銜。雍正九年（1731年），设立东河副总河辅佐。雍正十二年（1734年），改驻兖州府。乾隆初，迁回济宁，裁撤副总河。乾隆四十八年（1783年）改为兼任兵部侍郎、右副都御史銜。光绪二十八年（1902年）裁撤東河總督。

## 歷任總督
| 姓名   | 籍貫       | 任職日期                                                              | 去職日期                         | 備註                               |
| ------ | ---------- | --------------------------------------------------------------------- | -------------------------------- | ---------------------------------- |
| 徐湛恩 | 汉军正蓝旗 | 雍正六年（1728年）三月廿六                                            | 雍正八年（1730年）十二月十九     | （协办河东河务）                   |
| 嵇曾筠 | 江苏无锡   | 雍正七年（1729年）三月初七                                            | 雍正八年（1730年）四月廿五       |                                    |
| 田文镜 | 汉军正黄旗 | 雍正八年（1730年）四月廿五                                            |                                  | （河南山东总督兼管）               |
| 范时绎 | 汉军镶黄旗 | 雍正八年（1730年）五月初二                                            | 雍正八年（1730年）七月十二       | （协办河务）                       |
| 沈廷正 | 汉军镶白旗 | 雍正八年（1730年）八月三十                                            | 雍正九年（1731年）九月廿八       |                                    |
| 朱藻   | 汉军镶白旗 | 雍正九年（1731年）九月廿八                                            | 雍正十二年（1734年）十二月十六   |                                    |
| 白鍾山 | 汉军正蓝旗 | 雍正十二年（1734年）十二月十六                                        | 乾隆七年（1742年）十二月廿六     |                                    |
| 完顏偉 | 满洲镶黄旗 | 乾隆七年（1742年）十二月廿六                                          | 乾隆十三年（1748年）三月十一     |                                    |
| 顧琮   | 满洲镶黄旗 | 乾隆十三年（1748年）三月十一                                          | 乾隆十九年（1754年）三月初一     |                                    |
| 白鍾山 | 汉军正蓝旗 | 乾隆十九年（1754年）三月初一                                          | 乾隆二十二年（1757年）正月十二   |                                    |
| 张师载 | 河南仪封   | 乾隆二十二年（1757年）正月十二                                        | 乾隆二十八年（1763年）十一月初八 |                                    |
| 叶存仁 | 湖北江夏   | 乾隆二十八年（1763年）十一月初八                                      | 乾隆二十九年（1764年）六月初七   |                                    |
| 李宏   | 汉军正蓝旗 | 乾隆二十九年（1764年）六月初七                                        | 乾隆三十年（1765年）三月二十     |                                    |
| 李清时 | 福建安溪   | 乾隆三十年（1765年）三月二十                                          | 乾隆三十二年（1767年）七月十九   |                                    |
| 嵇璜   | 江苏无锡   | 乾隆三十二年（1767年）七月十九                                        | 乾隆三十三年（1768年）九月廿六   |                                    |
| 吳嗣爵 | 浙江钱塘   | 乾隆三十三年（1768年）九月廿六                                        | 乾隆三十六年（1771年）八月初二   |                                    |
| 何煟   | 浙江山阴   | 乾隆三十六年（1771年）八月初二                                        |                                  | （河南巡抚兼管）                   |
| 姚立德 | 浙江仁和   | 乾隆三十六年（1771年）八月初二署 乾隆三十九年（1774年）正月廿二实授   | 乾隆四十四年（1779年）四月廿四   |                                    |
| 袁守侗 | 山东长山   | 乾隆四十四年（1779年）四月廿四                                        | 乾隆四十四年（1779年）十二月廿一 |                                    |
| 陳輝祖 | 湖南祁阳   | 乾隆四十四年（1779年）十二月廿一                                      | 乾隆四十五年（1780年）二月初七   |                                    |
| 李奉翰 | 汉军正蓝旗 | 乾隆四十五年（1780年）二月初七                                        | 乾隆四十六年（1781年）正月三十   |                                    |
| 国泰   | 满洲镶白旗 | 乾隆四十五年（1780年）八月廿三                                        |                                  | （山东巡抚兼署）                   |
| 韓鑅   | 贵州毕节   | 乾隆四十六年（1781年）正月三十                                        | 乾隆四十七年（1782年）七月廿四   |                                    |
| 何裕城 | 浙江山阴   | 乾隆四十七年（1782年）七月廿四                                        | 乾隆四十八年（1783年）四月廿一   | 署理                               |
| 蘭第錫 | 山西吉州   | 乾隆四十八年（1783年）四月廿一署 乾隆五十二年（1787年）五月初二实授   | 乾隆五十四年（1789年）二月廿七   |                                    |
| 李奉翰 | 汉军正蓝旗 | 乾隆五十四年（1789年）二月廿七                                        | 嘉庆二年（1797年）九月十八       |                                    |
| 康基田 | 山西兴县   | 嘉庆二年（1797年）九月十八                                            | 嘉庆二年（1797年）十二月十三     |                                    |
| 司馬騊 | 江苏江宁   | 嘉庆二年（1797年）十二月十三                                          | 嘉庆四年（1799年）二月廿三       |                                    |
| 吳璥   | 浙江钱塘   | 嘉慶四年（1799年）三月初三                                            | 嘉慶五年（1800年）二月初五       |                                    |
| 全保   | 蒙古镶黄旗 | 嘉慶四年（1799年）十一月十一                                          |                                  | （山东布政使护理）                 |
| 王秉韬 | 汉军镶红旗 | 嘉慶五年（1800年）二月初五                                            | 嘉慶七年（1802年）八月初五       |                                    |
| 嵇承志 | 江苏无锡   | 嘉慶七年（1802年）八月初五                                            | 嘉慶九年（1804年）四月十八       |                                    |
| 徐端   | 浙江德清   | 嘉慶九年（1804年）四月十八                                            | 嘉慶九年（1804年）十二月十二     |                                    |
| 李亨特 | 汉军正蓝旗 | 嘉慶九年（1804年）十二月十二                                          | 嘉慶十一年（1806年）四月十六     |                                    |
| 吳璥   | 浙江钱塘   | 嘉慶十一年（1806年）四月十六                                          | 嘉慶十三年（1808年）六月十一     |                                    |
| 马慧裕 | 汉军正黄旗 | 嘉慶十三年（1808年）六月十一                                          | 嘉慶十四年（1809年）七月十四     |                                    |
| 钱楷   | 浙江嘉兴   | 嘉慶十四年（1809年）七月廿一                                          | 嘉慶十四年（1809年）八月初十     | （河南布政使暂署）                 |
| 陳鳳翔 | 江西崇仁   | 嘉慶十四年（1809年）七月十四                                          | 嘉慶十五年（1810年）十二月十九   |                                    |
| 吉纶   | 满洲镶蓝旗 | 嘉慶十五年（1810年）十二月十九                                        |                                  | （山东巡抚暂署）                   |
| 李亨特 | 汉军正蓝旗 | 嘉慶十五年（1810年）十二月十九                                        | 嘉慶十八年（1813年）九月十二     |                                    |
| 戴均元 | 江西大庾   | 嘉慶十八年（1813年）九月十二                                          | 嘉慶十九年（1814年）正月二十     |                                    |
| 吳璥   | 浙江钱塘   | 嘉慶十九年（1814年）正月二十                                          | 嘉慶二十年（1815年）正月十七     |                                    |
| 李鸿宾 | 江西德化   | 嘉慶二十年（1815年）正月十七                                          | 嘉慶二十年（1815年）五月初九     |                                    |
| 李逢亨 | 陕西平利   | 嘉慶二十年（1815年）五月初九                                          | 嘉慶二十一年（1816年）十一月初七 |                                    |
| 叶观潮 | 福建闽县   | 嘉慶二十一年（1816年）十一月初七                                      | 嘉慶二十四年（1819年）八月初四   |                                    |
| 李鸿宾 | 江西德化   | 嘉慶二十四年（1819年）八月初四                                        | 嘉慶二十四年（1819年）十月十八   |                                    |
| 叶观潮 | 福建闽县   | 嘉慶二十四年（1819年）十月十八                                        | 嘉慶二十五年（1820年）三月廿八   |                                    |
| 吳璥   | 浙江钱塘   | 嘉慶二十五年（1820年）三月廿八                                        | 嘉慶二十五年（1820年）四月初八   |                                    |
| 張文浩 | 顺天大兴   | 嘉慶二十五年（1820年）四月初八                                        | 道光元年（1821年）七月十一       |                                    |
| 姚祖同 | 浙江钱塘   | 道光元年（1821年）七月十一                                            |                                  | （河南巡抚暂署）                   |
| 嚴烺   | 浙江仁和   | 道光元年（1821年）七月十一署 道光二年（1822年）九月廿八实授           | 道光四年（1824年）十一月廿四     |                                    |
| 張井   | 陕西肤施   | 道光四年（1824年）十一月廿四署 道光五年（1825年）九月十六实授         | 道光六年（1826年）三月十二       |                                    |
| 嚴烺   | 浙江仁和   | 道光六年（1826年）三月十二署 道光七年（1827年）九月十四实授           | 道光十一年（1831年）十月初七     |                                    |
| 琦善   | 满洲正黄旗 | 道光七年（1827年）九月廿七                                            |                                  | （暂署）                           |
| 林则徐 | 福建侯官   | 道光十一年（1831年）十月初七                                          | 道光十二年（1832年）二月十八     |                                    |
| 吴邦庆 | 顺天霸州   | 道光十二年（1832年）二月十八                                          | 道光十五年（1835年）四月十六     |                                    |
| 栗毓美 | 山西浑源   | 道光十五年（1835年）四月十六署 道光十五年（1835年）五月二十实授       | 道光二十年（1840年）二月廿三     |                                    |
| 鍾祥   | 汉军镶黄旗 | 道光十五年（1835年）十月初六                                          |                                  | （山东巡抚兼署）                   |
| 文冲   | 满洲镶红旗 | 道光二十年（1840年）二月廿三                                          | 道光二十一年（1841年）八月十一   |                                    |
| 王鼎   | 陕西蒲城   | 道光二十一年（1841年）八月初九                                        |                                  | （大学士暂署）                     |
| 朱襄   | 安徽芜湖   | 道光二十一年（1841年）八月初九                                        | 道光二十二年（1842年）九月初七   |                                    |
| 慧成   | 满洲镶黄旗 | 道光二十二年（1842年）九月十六署 道光二十二年（1842年）十一月初七实授 | 道光二十三年（1843年）六月廿六   |                                    |
| 鄂顺安 | 满洲正红旗 | 道光二十三年（1843年）闰七月十五                                      |                                  | （河南巡抚兼署）                   |
| 鍾祥   | 汉军镶黄旗 | 道光二十三年（1843年）闰七月十五                                      | 道光二十九年（1849年）四月廿六   |                                    |
| 徐泽醇 | 汉军正蓝旗 | 道光二十九年（1849年）闰四月初四                                      |                                  | （山东巡抚暂署）                   |
| 颜以燠 | 广东连平   | 道光二十九年（1849年）闰四月初四署 道光二十九年（1849年）九月十二实授 | 咸豐二年（1852年）六月十九       |                                    |
| 陆应谷 | 云南蒙自   | 咸豐二年（1852年）六月十九                                            |                                  | （河南巡抚兼署）                   |
| 慧成   | 满洲镶黄旗 | 咸豐二年（1852年）六月十九                                            | 咸豐二年（1852年）十二月初六     |                                    |
| 福济   | 满洲镶白旗 | 咸豐二年（1852年）十二月初六                                          | 咸豐三年（1853年）三月廿七       |                                    |
| 长臻   | 汉军镶黄旗 | 咸豐三年（1853年）三月廿七署 咸豐三年（1853年）五月十四实授           | 咸豐五年（1855年）五月廿九       |                                    |
| 蒋启剔 | 广西全州   | 咸豐五年（1855年）五月廿九                                            |                                  | （河北道兼署）                     |
| 李钧   | 直隶河间   | 咸豐五年（1855年）五月廿九                                            | 咸豐九年（1859年）三月廿一       |                                    |
| 瑛棨   | 汉军正白旗 | 咸豐九年（1859年）三月廿一                                            |                                  | （河南巡抚兼署）                   |
| 黄赞汤 | 江西庐陵   | 咸豐九年（1859年）三月廿一                                            | 同治元年（1862年）七月廿四       |                                    |
| 谭廷襄 | 浙江山阴   | 同治元年（1862年）七月廿四署 同治元年（1862年）十月廿一实授           | 同治三年（1864年）七月十二       |                                    |
| 郑敦谨 | 湖南长沙   | 同治三年（1864年）七月十二                                            | 同治四年（1865年）四月初五       |                                    |
| 张之万 | 直隶南皮   | 同治四年（1865年）四月初五署 同治四年（1865年）九月十四实授           | 同治五年（1866年）八月十七       |                                    |
| 苏廷魁 | 广东高要   | 同治五年（1866年）八月十七署 同治九年（1870年）十月初八实授           | 同治十年（1871年）八月廿二       |                                    |
| 乔松年 | 山西徐沟   | 同治十年（1871年）八月廿二                                            | 光绪元年（1875年）二月十四       |                                    |
| 曾国荃 | 湖南湘乡   | 光绪元年（1875年）二月二十                                            | 光绪二年（1876年）八月初九       | 未任                               |
| 李鹤年 | 奉天义州   | 光绪二年（1876年）八月初九                                            | 光绪七年（1881年）八月十三       |                                    |
| 勒方锜 | 江西新建   | 光绪七年（1881年）八月十三                                            | 光绪七年（1881年）八月廿八       | 未任                               |
| 梅启照 | 江西南昌   | 光绪七年（1881年）八月廿八                                            | 光绪九年（1883年）二月廿九       |                                    |
| 庆裕   | 满洲正白旗 | 光绪九年（1883年）二月廿九                                            | 光绪九年（1883年）十二月廿二     |                                    |
| 成孚   | 满洲正红旗 | 光绪九年（1883年）十二月廿二                                          | 光绪十三年（1887年）九月廿九     |                                    |
| 李鹤年 | 奉天义州   | 光绪十三年（1887年）九月廿九                                          | 光绪十四年（1888年）七月初十     | 署理                               |
| 李鸿藻 | 直隶高阳   | 光绪十四年（1888年）七月初十                                          |                                  | （礼部尚书暂署）                   |
| 吴大澂 | 江苏吴县   | 光绪十四年（1888年）七月初十署 光绪十四年（1888年）十二月廿九实授     | 光绪十六年（1890年）二月初九     |                                    |
| 倪文蔚 | 安徽望江   | 光绪十六年（1890年）正月廿二                                          | 光绪十六年（1890年）二月初九     | （河南巡抚兼署）                   |
| 许振祎 | 江西奉新   | 光绪十六年（1890年）二月初九                                          | 光绪二十一年（1895年）十二月初二 |                                    |
| 裕宽   | 满洲正白旗 | 光绪十九年（1893年）十一月廿四                                        |                                  | （兼署）                           |
| 刘树堂 | 云南保山   | 光绪二十一年（1895年）十二月初二                                      | 光绪二十二年（1896年）正月初七   | （河南巡抚兼署）                   |
| 任道镕 | 江苏宜兴   | 光绪二十二年（1896年）正月初七署 光绪二十二年（1896年）九月廿四实授   | 光绪二十四年（1898年）七月十四   | 戊戌变法裁撤                       |
| 任道镕 | 江苏宜兴   | 光绪二十四年（1898年）九月十八                                        | 光绪二十七年（1901年）四月初六   | 戊戌政变後复置                     |
| 裕長   | 满洲正白旗 | 光绪二十六年（1900年）二月初二                                        |                                  | （河南巡抚兼署）                   |
| 锡良   | 蒙古镶蓝旗 | 光绪二十七年（1901年）四月初六                                        | 光绪二十八年（1902年）正月廿四   | 光绪二十八年（1902年）正月廿七裁缺 |